# Réserve naturelle régionale des prairies du Schoubrouck
La réserve naturelle régionale des prairies du Schoubrouck (RNR252) est une réserve naturelle régionale située dans la région Hauts-de-France. Classée en 2012, elle occupe une surface de 10 hectares et protège des prairies humides et leurs watergangs.

## Localisation

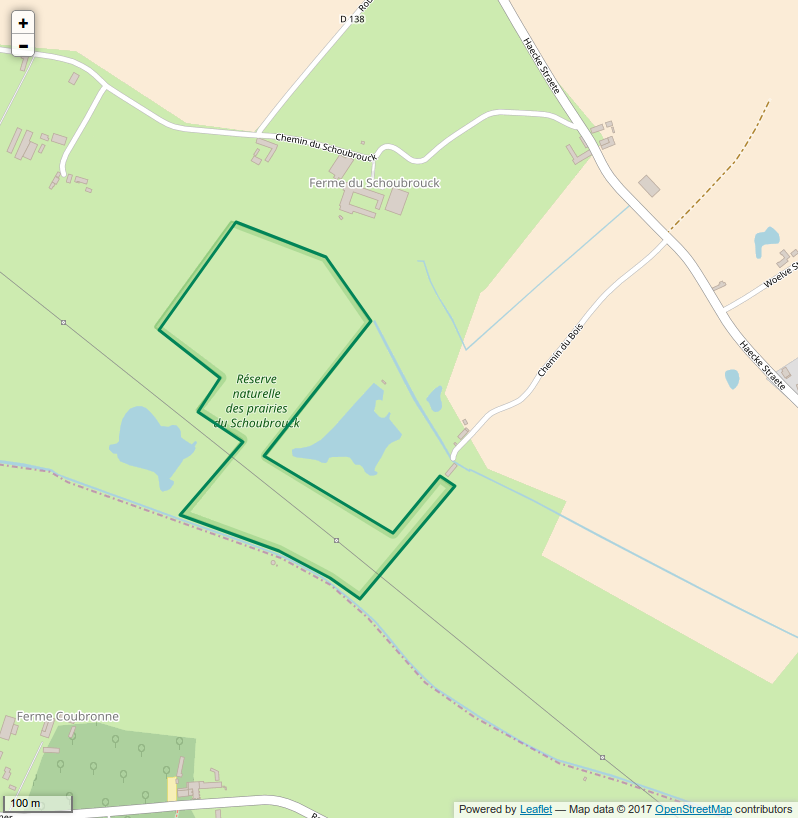
Périmètre de la réserve naturelle.

La réserve naturelle est située dans le département du Nord, sur le territoire de la commune de Noordpeene au nord-est de Saint-Omer.

## Administration, plan de gestion, règlement
La réserve naturelle est gérée par le Conservatoire d'espaces naturels du Nord et du Pas-de-Calais.

### Outils et statut juridique
La réserve naturelle a été créée par une délibération du 15 octobre 2012.